# Harcy
Harcy is een gemeente in het Franse departement Ardennes in de regio Grand Est en maakt deel uit van het arrondissement Charleville-Mézières. De gemeente telde 503 inwoners op 1 januari 2022.

## Geschiedenis
Harcy maakte deel uit van het kanton Renwez tot het op 22 maart 2015 werd opgeheven en de gemeenten werden opgenomen in het kanton Rocroi.

## Geografie
De oppervlakte van Harcy bedraagt 19,15 vierkante kilometer; Op 1 januari 2022 was de bevolkingsdichtheid 26,3 inwoners per km².
Een deel van de gemeente grenst aan het lac des Vieilles Forges.
De onderstaande kaart toont de ligging van Harcy met de belangrijkste infrastructuur en aangrenzende gemeenten.

## Demografie
Onderstaande figuur toont het verloop van het inwonertal (bron: INSEE-tellingen).

Vanwege een beveiligingsprobleem met de MediaWiki Graph-software is het momenteel niet mogelijk deze grafiek weer te geven. Zodra de software is bijgewerkt zal de grafiek vanzelf weer zichtbaar worden.

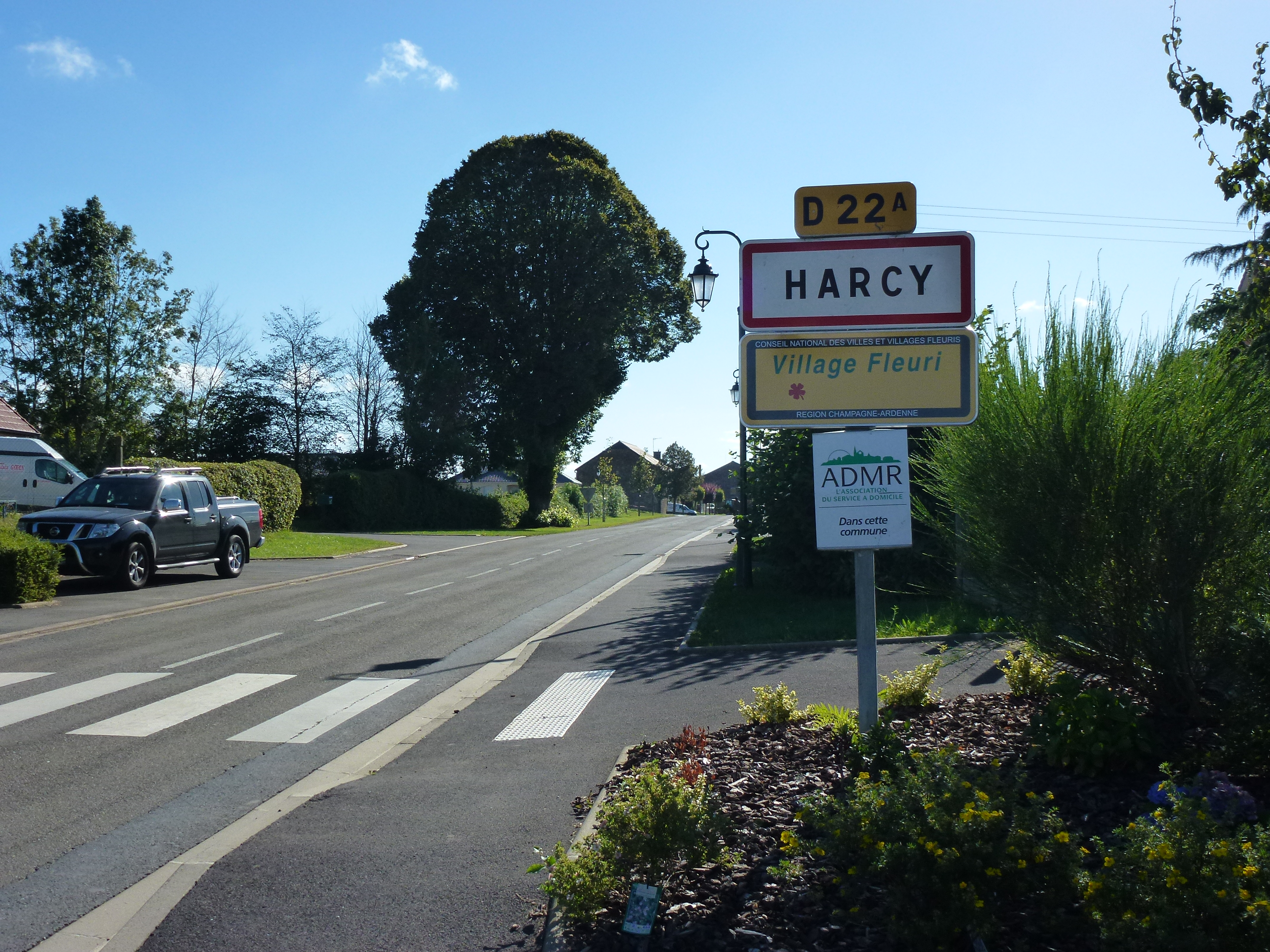
Entree Harcy
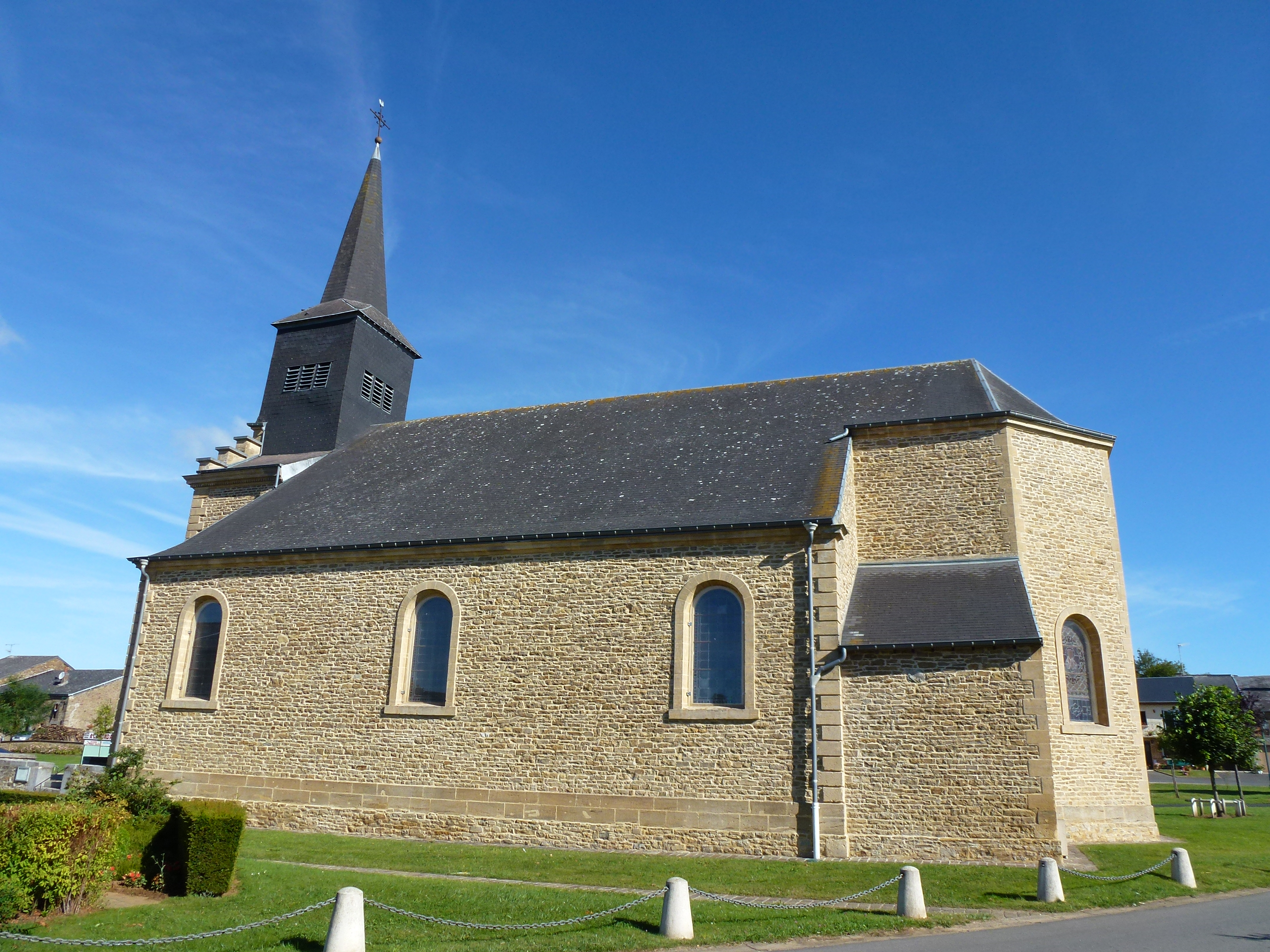
Kerk Saint-Martin
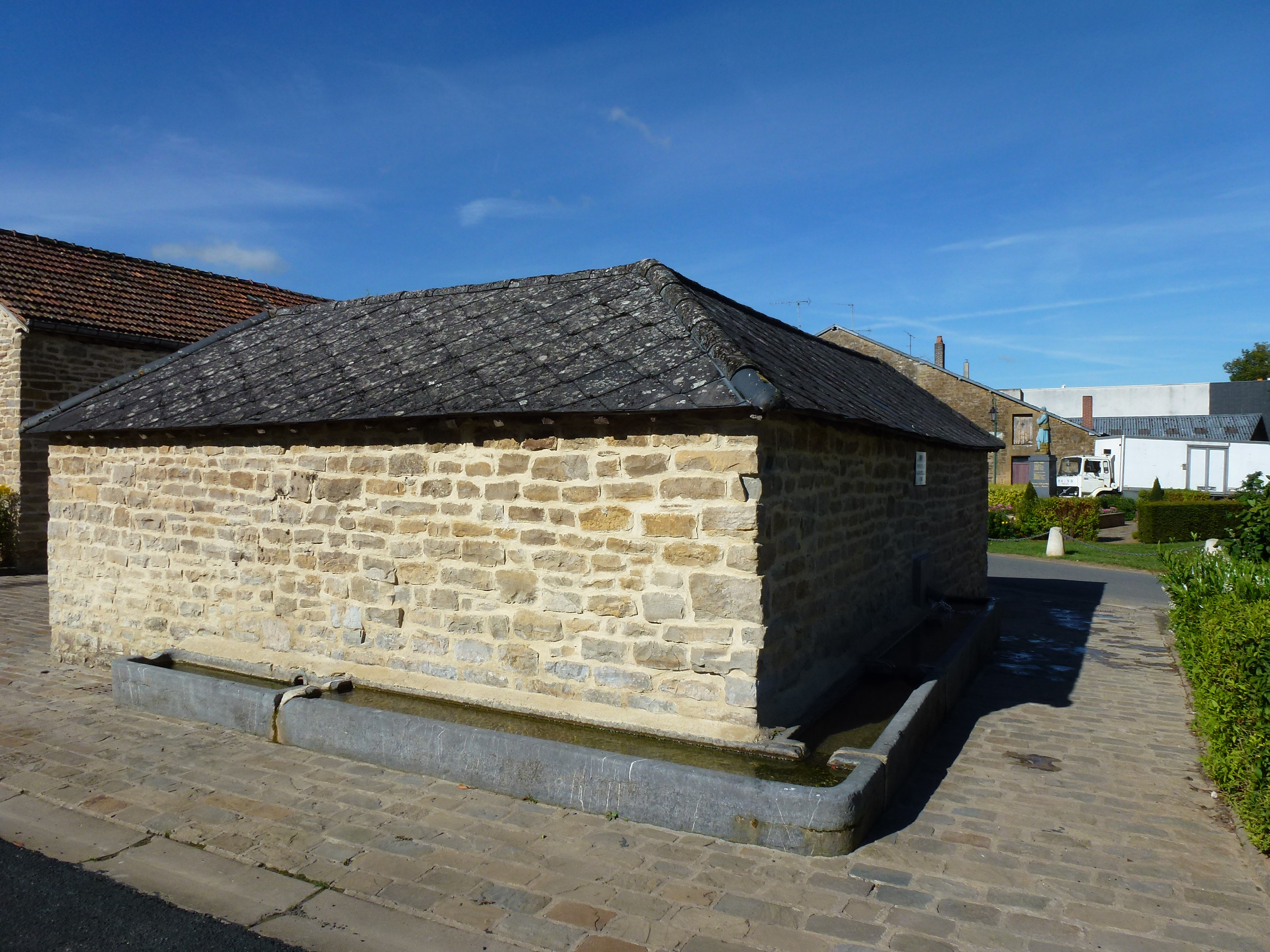
Washuisje
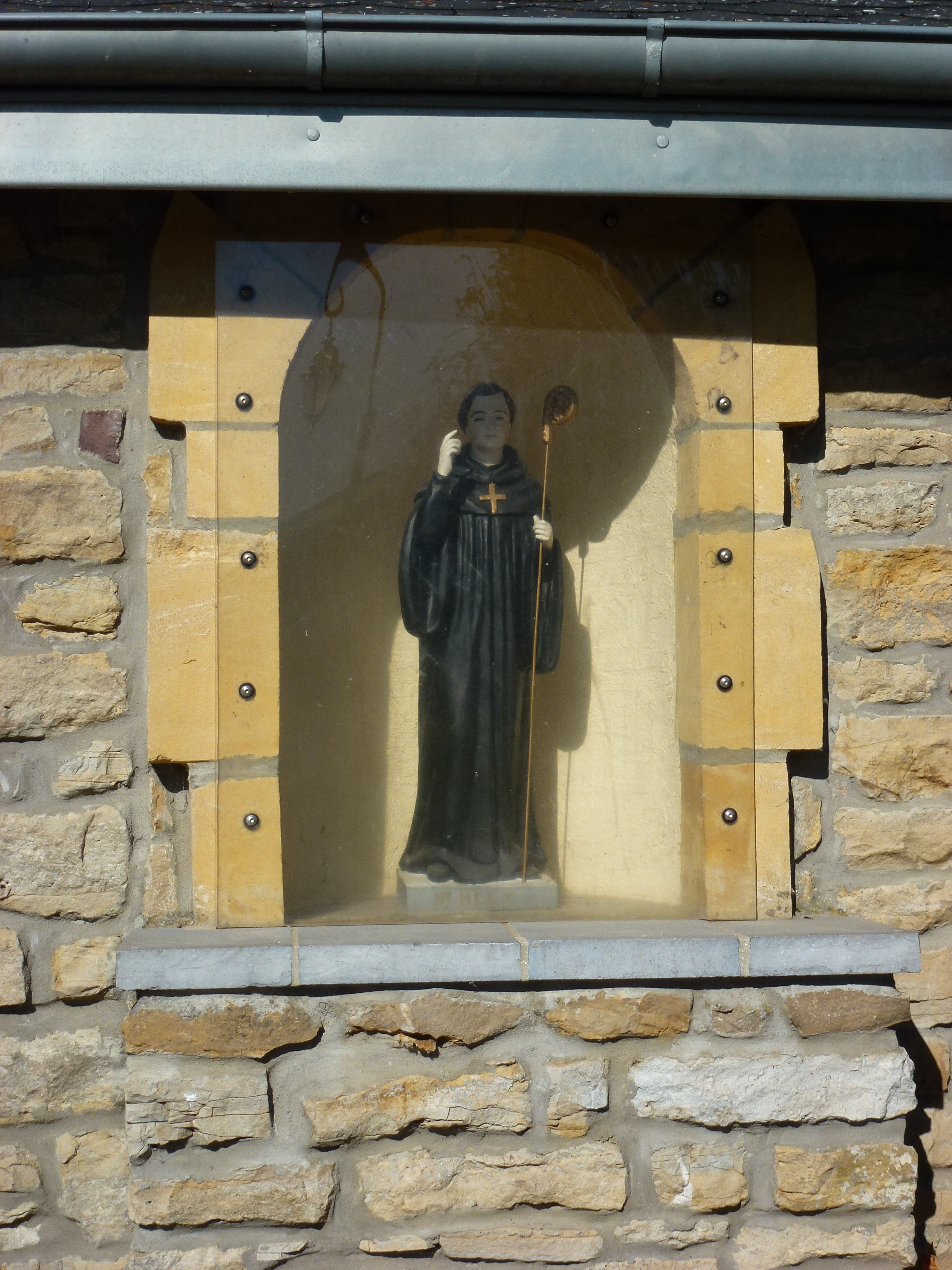
beeld van Sint Meen in de muur van het washuisje